# Kisela bojila
Kisela bojila su vodotopiva i anionska. Ovoj kategoriji pripada većina sintetskih bojila. Primjenjuju se kod bojanja svile, vune, najlona i modificiranog akrila u kiseloj sredini. Kemijska veza ostvaruju se uglavnom stvaranjem organske soli spajanjem aniona u bojilu i kationa u vlaknu. Kisela bojila sadrže u molekuli jednu ili više sulfonskih grupa –SO3H koje uzrokuju njihovu topljivost u vodi i njihovo svojstvo bojanja. Kemijski spadaju najvećim dijelom među azo (monoazo i disazo)-bojila, antrakinonska, triarilmetanska i ksantenska bojila. Glavna im je upotreba za bojanje životinjskih vlakana, prije svega vune i svile, koje se bojaju iz kisele kupke direktno. Posebne vrste kiselih bojila se upotrebljavaju za kožu, životinjska celvlakna, poliamidna vlakna i papir. Neka kisela bojila bojadišu vunu i iz neutralne posude. 

## Umjetna bojila
Umjetna bojila ili sintetska bojila pojavljuju se nakon sinteze mauveina iz anilina (W. H. Perkin, 1856.). Njihova se tržišna primjena temeljila na proizvodnji velikih količina anilina iz katrana kamenog ugljena kao sirovine (otuda naziv katranske, odnosno anilinske boje). Nakon otkrića diazotacije i alizarinske sinteze u drugoj polovici 19. stoljeća, ostvarena je industrijska sinteza indiga, kongo-crvenila, indantrena i mnogih drugih bojila. Disperzijska bojila uvedena su 1923., a reakcijska 1956. Bojila za tekstil u Hrvatskoj proizvodi od 1950. zagrebačka tvornica "Chromos – Organske boje". Umjetna bojila su jeftinija i velike učinkovitosti, stoga danas drže vodeći položaj u proizvodnji.
Sintetska bojila mogu se podijeliti prema materijalu koji se njima bojaju na bojila za tekstil, za kožu, za papir, za plastične mase, za hranu, za ulja, masti, voskove, tekuća goriva i maziva, za premazna sredstva i naliče i za druge specijalne svrhe. Bojila za tekstil mogu se podijeliti na bojila za biljna vlakna, za životinjska vlakna, za sintetička vlakna i za miješana vlakna ili tkanine. Među bojila za specijalne svrhe idu bojila za mikroskopiju, za fotografiju, za kozmetiku, za pirotehniku, za farmaceutske svrhe, za kemijsku analizu (indikatori).
Prema svojstvima bojanja dijele se bojila u ove grupe:
- bojila topljiva u vodi: 
  - bazna,
  - kisela,
  - močilna,
  - metalkompleksna,
  - supstantivna (direktna),
  - reaktivna,
  - leukoesteri reduktivnih bojila (indigosoli);
- bojila topljiva u alkoholu;
- bojila netopljiva u vodi: 
  - bojila koja se redukcijom mogu prevesti u leukospojeve topljive u vodi (reduktivna i sumporna bojila),
  - disperziona bojila,
  - bojila topljiva u mastima i uljima,
  - pigmentna bojila,
  - bojeni lakovi;
- bojila koja se grade na vlaknu (materijalu): 
  - naftol-AS bojila,
  - acetatna bojila za razvijanje,
  - oksidaciona bojila,
  - bojila koja nastaju u diazotipiji,
  - bojila za višeslojnu fotografiju u bojama.[2]